# Ophiopholis bakeri
Ophiopholis bakeri är en ormstjärneart som beskrevs av McClendon 1909. Ophiopholis bakeri ingår i släktet Ophiopholis och familjen bandormstjärnor. Inga underarter finns listade i Catalogue of Life.